# Grunta
Grunta é uma comuna checa localizada na região da Boêmia Central, distrito de Kolín.